# Homewood, Alabama
Homewood là một thành phố thuộc quận Jefferson, tiểu bang Alabama, Hoa Kỳ. Dân số năm 2009 là 23993 người, mật độ đạt 1108 người/km².